# Epidiaspis leperii
Epidiaspis leperii är en insektsart som först beskrevs av Victor Antoine Signoret 1869. Epidiaspis leperii ingår i släktet Epidiaspis, och familjen pansarsköldlöss. Arten har ej påträffats i Sverige. Inga underarter finns listade i Catalogue of Life.